# デルフチア・アシドボランス
デルフチア・アシドボランス (Delftia acidovorans) とは、真正細菌Pseudomonadota門ベータプロテオバクテリア綱ブルクホルデリア目コマモナス科デルフチア属に属する種の1つである。この細菌は生物に有毒な金イオンに対して耐性を持ち、また金イオンを微小な金塊に変える能力を持つ。

## 金イオンへの耐性
デルフチア・アシドボランスは、普通の土壌や水中にも生息する細菌であるが、奇妙なことにしばしば小さな金塊の表面で発見されていた。金イオンは単体の金とは異なり強い酸化力を持つため、ほとんどの生物に対して毒性を示す。このため、デルフチア・アシドボランスがなぜ有毒な金イオンに対して並外れた耐性を持っているのかは謎であった。
2012年にカナダの研究チームによって、デルフチア・アシドボランスが分泌する代謝物であるデルフチバクチンAが、水に溶けた金イオンから生体を保護し、また金イオンを無毒な金の単体に変える能力を持つことが突き止められ、2013年2月3日ネイチャー ケミカルバイオロジーに掲載された。実験は、金イオンの元として塩化金を培養液に溶かすことによって行われた。デルフチバクチンAは、室温で中性の環境ならば、数秒でこの作用を行うことができる。金の生体鉱物化は初の発見である。
金イオンを無毒化するデルフチバクチンAの生成は、Daci-4754と呼ばれる遺伝子によって行われていると考えられており、この遺伝子を働かないようにしたデルフチア・アシドボランスは、金塊の上で増殖しなくなった。これは、デルフチバクチンAが生成できず、金塊から発生する金イオンによって活動が阻害されるためと考えられた。

## 実用化
デルフチア・アシドボランスから生成される金塊は純度が高い。しかし、デルフチア・アシドボランスから金塊を生み出すには、金そのものの価値よりも膨大な経費が掛かるため、経済的な意味では現実的な話ではなく、「金の卵を産む鶏」にはなることはできない。また、天然環境ではデルフチバクチンAは不純物である鉄なども引き寄せてしまう。しかし、実験室内における金の生産をする目的の培養は不可能ではないとされている。

## 遺伝子組み換え作物との関連
デルフチア・アシドボランスの遺伝子は、遺伝子組み換え作物にも用いられている。高濃度では植物を枯死させる作用を持つ2,4-ジクロロフェノキシ酢酸 (2,4-D) を、2,4-ジクロロフェノールに変換させる酵素2,4-D モノオキシゲナーゼを生成する遺伝子aad-12の改変型によって、2,4-D耐性のダイズやワタが開発されている。

## 発見
デルフチア・アシドボランスは、Prophet gold鉱山で発見された。金粒子の表面に生息する細菌を調べたところ、そのうちの90%以上がデルフチア・アシドボランスと、重金属に耐性を持つCupriavidus metalliduransであった。このためこの2種は、金などの重金属イオンに対して何らかの耐性を持つものではないかと考えられ研究がすすめられていた。

## その他
金イオンは天然環境においても土壌や水にわずかに存在するが、デルフチア・アシドボランスは金イオンを代謝しているわけではない。デルフチア・アシドボランスが何を代謝して活動しているのかは謎である。なお、デルフチア・アシドボランスは自身が生み出した金塊の中に生息することもできる。